# Приостерний
Приосте́рний — пасажирський залізничний зупинний пункт Конотопської дирекції Південно-Західної залізниці на електрифікованій лінії Бахмач-Пасажирський — Ніжин між станціями Ніжин (12 км) та Крути (8 км). Розташований поблизу села Бакланове Ніжинського району Чернігівської області.

## Історія
Зупинний пункт відкритий 1974 року на лінії Хутір-Михайлівський — Київ, яка була відкрита ще у 1868 році. Назва походить від розташування поблизу зупинного пункту річки Остер.
У 1967 році зупинний пункт електрифікованій змінним струмом (~25 кВ) в складі дільниці Бровари — Хутір-Михайлівський (завдожки 306 км).

## Пасажирське сполучння
На Платформі Приостерний зупиняються приміські електропоїзди за напрямком Фастів I — Ніжин — Конотоп.